# Рыбный переулок
Ры́бный переу́лок — небольшая московская улица в Китай-городе между улицами Ильинкой и Варваркой. С сентября 2017 года является пешеходным.

## История
Рыбный переулок первоначально в XVII веке назывался Введенским по стоявшей в нём церкви Введения Пресвятой Богородицы («Златоверхой»). В XVIII веке переулок стал называться Магистратским — по находившемуся в нём Главному магистрату. Нынешнее название дано по располагавшемуся здесь в XVIII — начале XIX веков рыбному ряду. После строительства Старого (1791—1805; 1825—1830, проект Джакомо Кваренги) и Нового (1838—1840) Гостиных дворов переулок фактически стал проездом между протяжёнными фасадами этих зданий.

## Описание
Рыбный переулок начинается от Ильинки напротив Богоявленского переулка и проходит на юго-восток до Варварки.